# Six pieds sur terre
Pour plus de détails, voir Fiche technique et Distribution.
Six pieds sur terre est un film français réalisé par Karim Bensalah et sorti en 2024.

## Synopsis
Un fils de diplomate né à Sétif, Sofiane surnommé Souf, perd son statut d'étudiant et tombe sous l'obligation de quitter le territoire français. Pour régulariser sa situation, il doit obtenir un contrat de travail, et accepte de travailler pour des pompes funèbres musulmanes à Roubaix. Il découvre le rite mortuaire du lavage des corps.

## Fiche technique
Sauf indication contraire, les informations mentionnées dans cette section peuvent être confirmées par les bases de données cinématographiques IMDb et Allociné,  présentes dans la section « Liens externes ».
- Titre original : Six pieds sur terre
- Réalisation : Karim Bensalah
- Scénario : Karim Bensalah et Jamal Belmahi
- Photographie : Pierre–Hubert Martin
- Sociétés de production : Tact Production
- Société de distribution : Jour2fete
- Pays de production : France
- Format : 16/9
- Genre : drame
- Durée : 96 minutes
- Dates de sortie :
  - France : octobre 2023 (Festival du cinéma méditerranéen de Montpellier 2023)
  - France : 19 juin 2024 (sortie nationale)

## Distribution
Sauf indication contraire, les informations mentionnées dans cette section peuvent être confirmées par les bases de données cinématographiques IMDb et Allociné,  présentes dans la section « Liens externes ».
- Hamza Meziani : Sofiane
- Kader Affak : El Hadj
- Souad Arsane : Nour, une sœur de Sofiane
- Mostéfa Djadjam : Boutlali, le patron des pompes funèbres musulmanes
- Magdalena Laubisch : Rachel
- Abbes Zahmani : Hamid, le père de Sofiane, Nour et Hind
- Karina Testa : Hind, une sœur de Sofiane
- Mehdi Djaadi : Mourad

## Production
Pour son film, le réalisateur s'inspire d'une histoire vraie arrivée à un de ses amis.
Il choisit pour le rôle principal l'acteur Hamza Meziani, déjà vu dans Les Apaches (2013), Nocturama (2016) ou Occidental (2017), et dans le cinéma d'auteur algérien.
Le film est majoritairement tourné dans le département du Nord.

## Accueil critique
Pour Le Monde, Six pieds sur terre est « Un premier long-métrage délicat […] le film avance en se complexifiant, dans la conquête opiniâtre d’une identité ».
Libération juge que « Si on a du mal à croire à cet itinéraire, c’est qu’il est trop pavé de clichés et ne s’incarne jamais dans la mise en scène ».
Télérama note que « ce premier film ouvre des pistes inattendues. […] Mais le ton reste trop indécis, parfois bancal, comme si l’identité même du film n’avait pas été trouvée ».

## Distinctions

### Sélections
- Festival du cinéma méditerranéen de Montpellier 2023 : en compétition
- Festival premiers plans d'Angers 2024 : en compétition[1]